# The Fields of Athenry
"The Fields of Athenry" es una balada folk irlandesa escrita por Pete St. John en los años 1970, que narra las desventuras de un joven irlandés durante la Gran Hambruna de la patata del siglo XIX, durante la cual es deportado a Australia por robar comida para su familia. Desde su creación ha sido versionada en multitud de ocasiones, y se ha convertido en un himno popular no oficial para los seguidores de ciertos equipos deportivos, tanto irlandeses (selección irlandesa de fútbol, Munster Rugby...) como británicos (Liverpool F.C., Celtic FC...).

## Historia
"The Fields of Athenry" fue escrita por Pete St. John en los años 1970. En 1996 se acusó al autor de haber tomado parte de la letra de una balada popular publicada en los años 1880, pero el folklorista e investigador John Moulden negó que existiera base para tales acusaciones, y el propio Pete St. John se reafirmó en su autoría, tanto de la música como de la letra de la canción.
La primera grabación de la canción la realizó en 1979 Danny Doyle, y logró alcanzar el top 10 en la lista de singles irlandeses. Sin embargo, la versión más exitosa es la que grabó en 1983 Paddy Reilly, la cual, aunque no llegó a alcanzar el número uno (sólo llegó hasta el cuarto puesto), permaneció en las listas de éxitos irlandeses durante 72 semanas.
Desde su grabación original, numerosos artistas y grupos la han versionado: The Chancers, Frank Patterson, Ronan Tynan, Brush Shiels, James Galway, The Dubliners, Charlie Haden, Dropkick Murphys, Shilelagh Law, No Use for a Name, Hollie Smith y Steve McDonald, The Durutti Column o The Tartan Terrors, entre otros. También se han realizado versiones en países de habla no inglesa, como Serbia (Orthodox Celts o Tir na n'Og), Polonia (Carrantuohill), Hungría (Sacra Arcana) o Argentina (The Clovers Celtic Spirit).

## Letra
La letra de la canción cuenta la historia de Michael, un joven irlandés que ha sido detenido y que está a punto de ser deportado a Botany Bay, en Australia, por robar el trigo de "Trevelyan" para alimentar a su familia. Esta es una referencia a Charles Edward Trevelyan, el funcionario británico encargado de aliviar las consecuencias de la hambruna entre los irlandeses, y a quien se acusó de no hacer lo suficiente, e incluso de empeorar su situación con medidas arbitrarias o contraproducentes.

## "The Fields of Athenry" como himno
The Fields of Athenry se ha convertido en un himnno popular oficioso de varios equipos deportivos, como las selecciones de Irlanda de fútbol o selección de rugby de Irlanda, el Celtic F.C. o los equipos de rugby Munster y London Irish. Existe una variante de la canción, conocida como "The Fields of Anfield Road", cantada por los seguidores del Liverpool, en que las referencias históricas a la Gran Hambruna se han sustituido por referencias a la historia del equipo de fútbol inglés.
Durante el partido contra la selección española en la Eurocopa de fútbol 2012 los aficionados irlandeses empezaron a cantar esta canción hacia el minuto 83 de partido y continuaron cantándola no sólo durante los siete últimos minutos sino incluso cuando el mismo hubo terminado, sabiendo que su equipo iba a ser eliminado de la competición, ya que perdía por cuatro goles a cero y no había podido obtener los puntos necesarios para pasar a la siguiente eliminatoria. Este ejemplo de apoyo a los colores no dejó de ser notado y admirado ni por los comentaristas deportivos que retransmitían el acontecimiento ni por la prensa escrita española.
La versión republicana de la canción añade estrofas que son gritadas por el público en respuesta a las frases del cantante. En el estribillo Low lie the fields of Athenry, where once we watched the small free birds fly, (hundidos se encuentran los campos de Athenry, donde una vez vimos a los pajarillos libremente volar) la multitud grita en respuesta, Hey baby let the free birds fly!, (Hey nena deja a los pajarillos volar libremente) la canción continúa con Our love was on the wing (nuestro amor estaba en vuelo) y la respuesta de la multitud es Sinn Féin, para continuar cantando We had dreams and songs to sing (teníamos sueños y canciones que cantar), cuando la multitud responde con el mayor grito a coro, (The) IRA!.
En el ámbito político, ambas partes del Conflicto de Irlanda del Norte han adoptado la canción como propia, aunque los Unionistas sustituyen "Athenry" por "Ballynafeigh".

## En el cine
La canción aparece en la película Veronica Guerin, así como en la controvertida Priest, en que es cantada a cappella por uno de los personajes femeninos. También aparece en Dead Poets Society, lo que supone un anacronismo, ya que la acción de la película se sitúa en 1959, es decir, años antes de que se compusiera la canción. Otras películas en las que se escucha The Fields of Athenry son 16 Years of Alcohol o la comedia romántica The Matchmaker.